# Budafoki MTE
El Budafoki Munkás Testedző Egyesület (en español: Asociación de Formación de Trabajadores de Budafok), conocido simplemente como Budafoki MTE, es un equipo de fútbol de Hungría que juega en la NB2, la segunda división de fútbol del país.

## Historia
Fue fundado en el año 1912 en el poblado de Budafok en la capital Budapest con el nombre Világosság Football Csapat, y han cambiado de nombre en varias ocasiones:
- 1912–1913: Világosság Football Csapat
- 1913–1919: Budafoki Atlétikai és Football Club
- 1919–1922: Budafoki Munkás Testedző Egyesület
- 1922–1950: Budafoki Műkedvelő Testedző Egyesület
- 1950–1951: Budapesti Gyárépítők MTE luego de fusionarse con el Budapesti Gyárépítők
- 1951–1956: Budapesti Gyárépítők SK
- 1956–1957: Budafoki Építők Munkás Testedző Egyesüle
- 1957–1988: Budafoki MTE Kinizsi Sportegyesület
- 1988–1992: Budafoki MTE-Törley
- 1993–2006: Budafoki LC
- 2006–2007: Budafoki Lombard Labdarúgó "Club"
- 2007–2015: Budafoki Labdarúgó Club
- 2015–hoy: Budafoki MTE

El club tuvo su primera aparición en la NB1 en la temporada 1945/46 donde finalizó en noveno lugar, aunque no han tenido muchas apariciones en la primera división hasta que en la temporada 2019/20 termina en segundo lugar de la NB2 y regresa a la primera categoría.

## Entrenadores
| - István Szeder: ?–1952 - János Steiner: 1952 - Ignác Molnár 1953 - Lajos Szollár: 1953–1958 - Ferenc Rudas: 1958–1959 - István Turai: 1959 - Béla Marosvári: 1960–1963 - Bánáti Rezső 1963–1967 - Lajos Csordás 1967–1968 - Sándor Haász: 1968 - Károly Schneider: 1968 - Lajos Szollár: 1968–1971 - Kálmán Mészöly: 1971 - Gyula Dobesch: 1972–1974 - Kálmán Mészöly: 1974–1976 - Gyula Dobesch: 1976–1984 - Győző Megyeri: 1984–1987 - Gyula Dobesch: 1987–1989 - Lőrinc Sárközi: 1989–1993 - József Gáspár: 1993–1994 - Tamás Krivitz: 1994–1995 - Lőrinc Sárközi: 1995–1996 - György Haffner: 1996–1997 - György Szabó: 1997 - Pál Horváth: 1997–1998 | - Lajos Schróth 1998 - Lőrinc Sárközi 1999–2000 - József Gáspár 2000–2002 - László Takács 2003–2004 - Pál Horváth: 2004 - Károly Gelei 2005–2008 - Bálint Tóth 2008–2009 - András Dunay: 2009 - Elemér Piski: 2010 - Tibor Patay: 2011 - Lajos Schróth: 2011–2015 - László Dajka: 2015 - László Prukner: 2015–2017 - Bálint Tóth: 2017 - György Gálhidi: 2017–2018 - Bálint Tóth: 2018 - Zoltán Vitelki: 2018 - Csaba Csizmadia: 2018– |

## Jugadores

### Jugadores destacados
- Attila Filkor
- Lóránt Oláh[3]
- Lajos Csordás
- Márton Esterházy
- László Dajka